# Ecclesia de eucharistia
Ecclesia de Eucharistia je papeška okrožnica (enciklika), ki jo je napisal papež Janez Pavel II. 17. aprila 2003.
Glavni namen okrožnice je obnovitev evharističnega gibanja.